# Sama Jedna

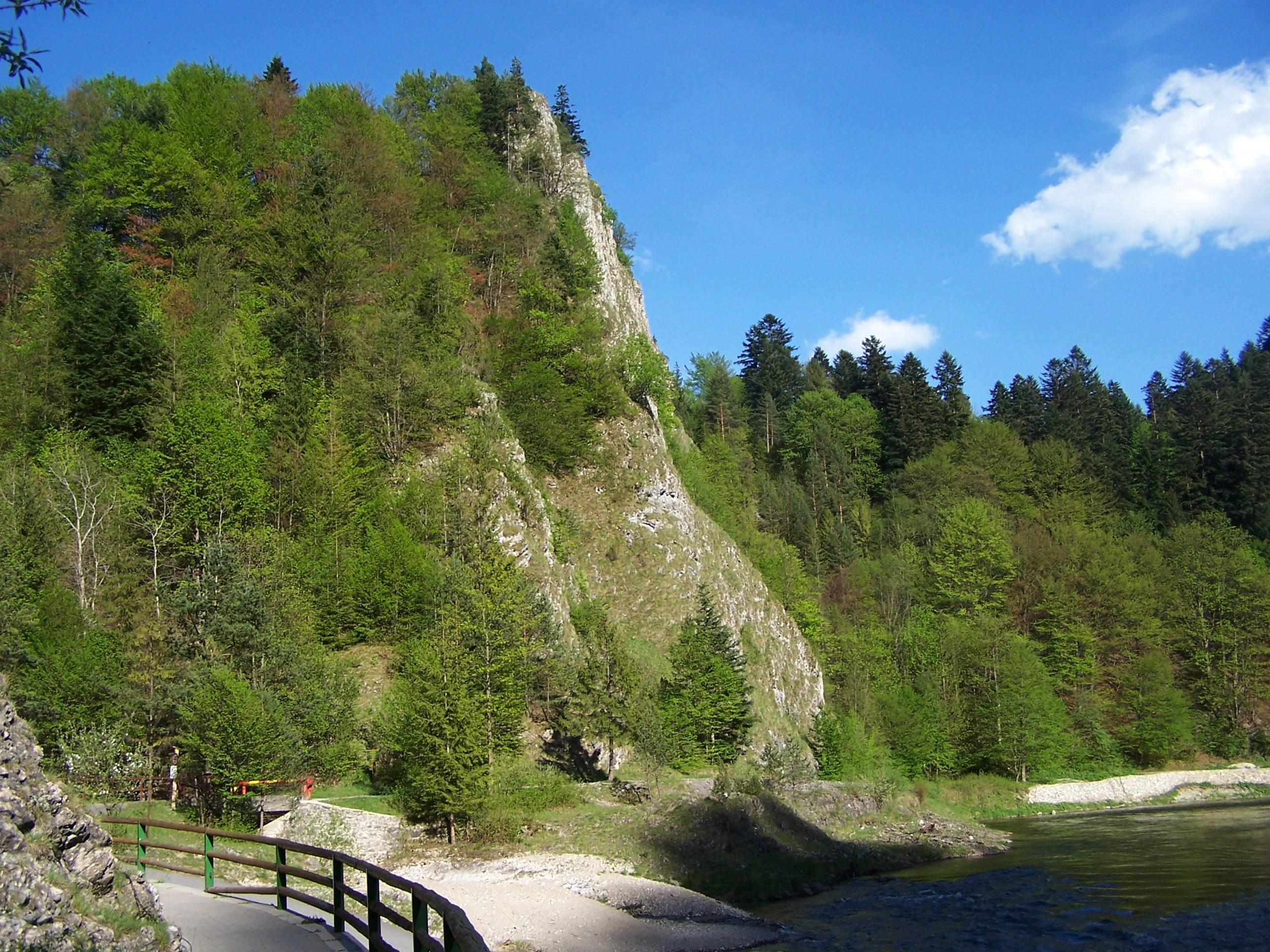
Sama Jedna – widok z Drogi Pienińskiej

Sama Jedna (słow. Osobná, Osobitá skala) – samotna turnia skalna w Pieninach tworząca lewe obramowanie Przełomu Leśnickiego Potoku uchodzącego w tym miejscu do Dunajca (przeciwległe obramowanie tworzy Wylizana). Była wymieniana w publikacjach już w 2 połowie XIX w. Znana jest również pod nazwami Samajedna lub Samojedna, flisacy przewożący turystów często nazywają ją Starą Panną.
Znajduje się na terenie Słowacji i wznosi się na wysokość ok. 535 m n.p.m. Do Dunajca i Leśnickiego Potoku opada bardzo stromą ścianą ok. 95-metrowej wysokości. Jej wierzchołek stanowi kilka skalnych czubów połączonych stromą, przepaścistą granią. Zbudowana jest z twardych wapieni rogowcowych. Wzdłuż jej stromych ścian prowadzą dwie drogi: Droga Pienińska ze Szczawnicy do Czerwonego Klasztoru oraz odchodząca od niej droga do Leśnicy.

## Szlaki turystyki pieszej
– czerwony ze Szczawnicy do Czerwonego Klasztoru – 2:30 h. w jedną stronę.
 – niebieski od Drogi Pienińskiej, wzdłuż potoku przez Leśnicę i przełęcz Limierz (słow. Targov) do Czerwonego Klasztoru.

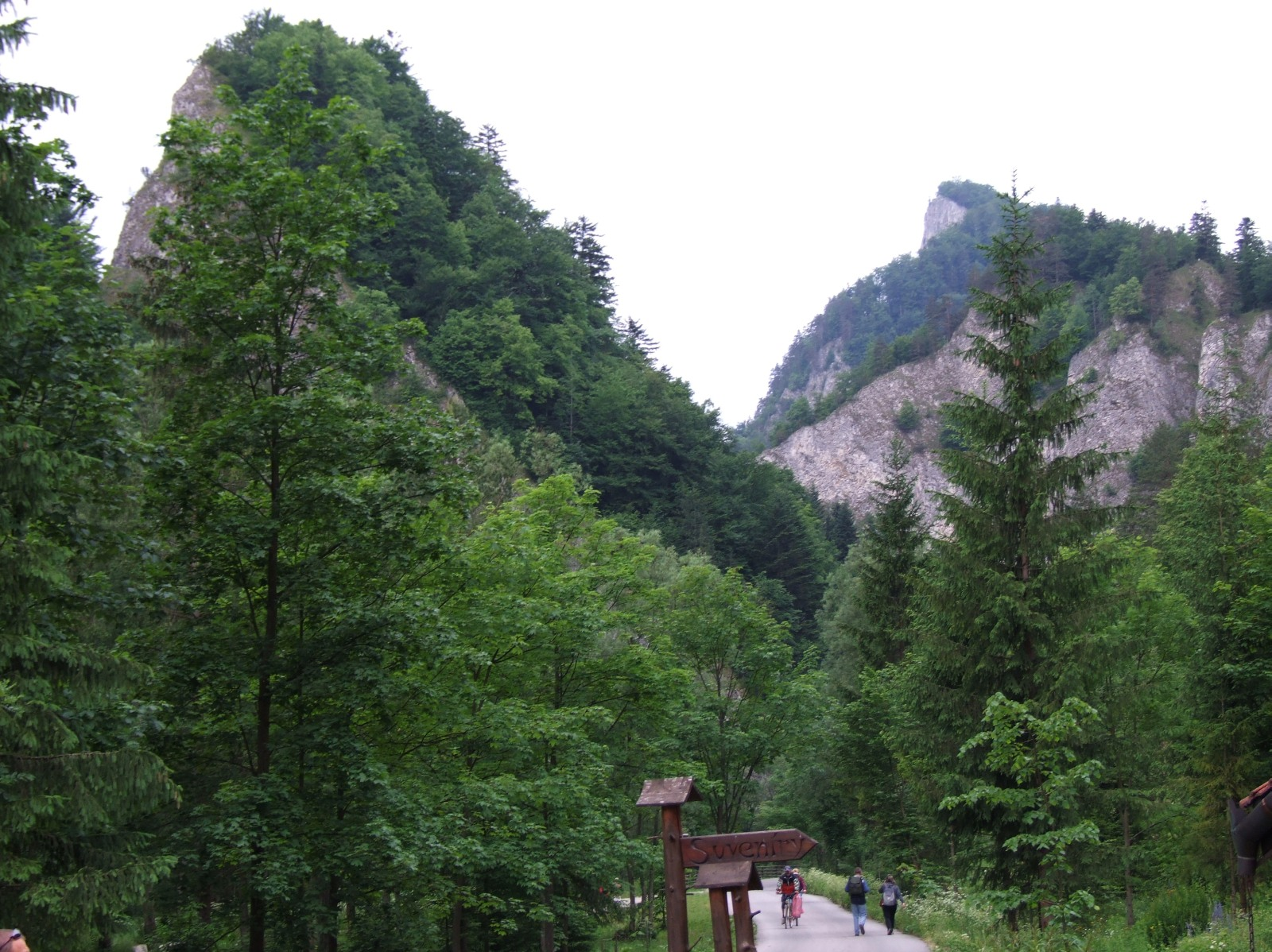
Sama Jedna (po lewej stronie). Widok z Leśnicy